# Odontocarya echinus
Odontocarya echinus är en tvåhjärtbladig växtart som beskrevs av Rupert Charles Barneby. Odontocarya echinus ingår i släktet Odontocarya och familjen Menispermaceae. Inga underarter finns listade i Catalogue of Life.